# A nagyon nagy Ő
A nagyon nagy Ő (eredeti cím: Shallow Hal) 2001-ben bemutatott amerikai–német filmvígjáték, melyet a Farrelly testvérek rendeztek. A főbb szerepekben Gwyneth Paltrow és Jack Black látható, a mellékszereplőket pedig Jason Alexander, Joe Viterelli és Susan Ward alakítják. Az Amerikai Egyesült Államokban 2001. november 9-én mutatta be a 20th Century Fox, és 141 millió dolláros bevételt hozott a 40 millió dolláros költségvetésével szemben. Magyarországon 2002. március 21-én jelent meg az InterCom Zrt. forgalmazásában.

## Rövid történet
Hal olyan férfi, akit elsősorban a nő külső szépsége vonz, és nem belülről. Aztán találkozik Tony Robbinsszal, az ismert televíziós személyiséggel, aki gondoskodik arról, hogy Hal mostantól csak az emberek belső szépségét lássa. Kiderült, hogy Hal mostanra vonzó nőknek tekinti a külsőre nem vonzó nőket, mind belülről, mind kívülről. Beleszeret Rosemaryba, egy nagyon kövér, nem vonzó nőbe, aki Hal számára nagyon vonzónak és karcsúnak tűnik. Súlya miatt zaklatják, és rendszeresen kiesik a székekből, de Hal nem érti, miért. Hal barátja, Mauricio rájön, hogy Tony Robbins megváltoztatta. Felhívja, és Robbins azt mondja Mauricionak, hogy varázsoljon Halra, hogy visszaváltozzon. Mauricio felhívja Halt, miközben egy étteremben van, és elvarázsolja. Hal rájön, hogy már nem úgy látja Rosemaryt, mint azt a gyönyörű lányt, akit valaha látott. Vissza akar változni, de úgy tűnik, Robbinsnak nincs ideje. Eközben Hal már nem találkozhat Rosemaryval, először vissza kell változnia. Rosemary szomorú és sértődött, és egy időre elhagyja az országot. A búcsúpartira Hal jön, és azt mondja, hogy szereti Rosemaryt. Átmenetileg együtt hagyják el az országot.

## Szereplők
| Karakter                | Színész                   | Szinkronhang   |
| ----------------------- | ------------------------- | -------------- |
| Rosemary Shanahan       | Gwyneth Paltrow           | Lang Györgyi   |
| Hal Larson              | Jack Black                | Háda János     |
| Mauricio Wilson         | Jason Alexander           | Balázs Péter   |
| Steve Shanahan          | Joe Viterelli             | Rajhona Ádám   |
| Walt                    | Rene Kirby                | Rosta Sándor   |
| Larson tisztelendő      | Bruce McGill              | Gruber Hugó    |
| Önmaga                  | Anthony Robbins           | Kálid Artúr    |
| Jill                    | Susan Ward                | Varga Klára    |
| Ralph Owens             | Zen Gesner                |                |
| Pretty / Csúnya Katrina | Brooke Burns              | Csondor Kata   |
| Tiffany                 | Rob Moran                 |                |
| Fat Li'iBoy             | Joshua 'Li'iBoy' Shintani | Hajdu István   |
| Artie                   | Kyle Gass                 | Besenczi Árpád |
| Jen                     | Laura Kightlinger         |                |
| Tanya Peeler nővér      | Nan Martin                | Tóth Judit     |
| Fiatal Hal Larson       | Sasha Neulinger           |                |
| Pincér                  | John-Eliot Jordan         |                |
| Mrs. Shanahan           | Jill Christine Fitzgerald | Falusi Mariann |

## Bevétel
A nagyon nagy Ő az amerikai mozikban 22,5 millió dolláros bevételt hozott a nyitóhétvégén, ezzel a második helyen nyitott a Szörny Rt. mögött. Összesen 141,1 millió dolláros bevételt ért el, ebből 70,7 millió dollárt az Egyesült Államokban.

## Médiakiadás
A film 2002 júliusában jelent meg VHS-en és DVD-n. A megjelenésének hetében a kölcsönzési listák élére került. Pay Per View-ban is jól teljesített. A Fox csak 30 (a 45 helyett) nappal a bemutató után adta ki a filmet DVD-n és videón, és ez lett a 2002-es év legjobban teljesítő PPV műsorszáma.